# Лантана (Флорида)
Лантана (англ. Lantana) — місто (англ. town) в США, в окрузі Палм-Біч штату Флорида. Населення — 11 504 особи (2020).

## Географія
Лантана розташована за координатами 26°35′0″ пн. ш. 80°3′19″ зх. д. / 26.58333° пн. ш. 80.05528° зх. д. (26.583360, -80.055380).  За даними Бюро перепису населення США в 2010 році місто мало площу 7,47 км², з яких 5,94 км² — суходіл та 1,53 км² — водойми.

### Клімат
| Клімат : Лантана             | Клімат : Лантана | Клімат : Лантана | Клімат : Лантана | Клімат : Лантана | Клімат : Лантана | Клімат : Лантана | Клімат : Лантана | Клімат : Лантана | Клімат : Лантана | Клімат : Лантана | Клімат : Лантана | Клімат : Лантана | Клімат : Лантана |
| Показник                     | Січ.             | Лют.             | Бер.             | Квіт.            | Трав.            | Черв.            | Лип.             | Серп.            | Вер.             | Жовт.            | Лист.            | Груд.            | Рік              |
| Абсолютний максимум, °C      | 31,7             | 32,2             | 35,0             | 37,2             | 37,2             | 37,8             | 38,3             | 37,2             | 36,1             | 35,0             | 33,3             | 32,2             | 38,3             |
| Середній максимум, °C        | 23,9             | 25,0             | 26,1             | 27,8             | 30,0             | 31,7             | 32,2             | 32,2             | 31,1             | 29,4             | 26,7             | 24,4             | 28,4             |
| Середній мінімум, °C         | 13,9             | 15,0             | 16,7             | 18,9             | 21,7             | 23,3             | 24,4             | 24,4             | 23,9             | 22,2             | 18,9             | 15,6             | 19,9             |
| Абсолютний мінімум, °C       | −3,3             | −2,8             | −3,3             | 3,3              | 7,2              | 15,6             | 17,8             | 18,3             | 16,1             | 7,8              | 2,2              | −4,4             | −4,4             |
| Норма опадів, мм             | 80               | 75               | 117              | 93               | 115              | 211              | 146              | 202              | 212              | 130              | 121              | 86               | 1588             |
| ---------------------------- | ---------------- | ---------------- | ---------------- | ---------------- | ---------------- | ---------------- | ---------------- | ---------------- | ---------------- | ---------------- | ---------------- | ---------------- | ---------------- |
| Джерело: The Weather Channel |                  |                  |                  |                  |                  |                  |                  |                  |                  |                  |                  |                  |                  |

## Демографія
Згідно з переписом 2010 року, у місті мешкали 10 423 особи в 4210 домогосподарствах у складі 2387 родин. Густота населення становила 1396 осіб/км².  Було 5186 помешкань (694/км²).
Расовий склад населення:
| - 69,3 % — білих - 22,0 % — чорних або афроамериканців - 1,5 % — азіатів - 0,4 % — корінних американців - 0,1 % — вихідців з тихоокеанських островів - 3,9 % — осіб інших рас |

До двох чи більше рас належало 2,8 %. Частка іспаномовних становила 18,6 % від усіх жителів.
За віковим діапазоном населення розподілялося таким чином: 21,4 % — особи молодші 18 років, 64,8 % — особи у віці 18—64 років, 13,8 % — особи у віці 65 років та старші. Медіана віку мешканця становила 40,3 року. На 100 осіб жіночої статі у місті припадало 102,2 чоловіків;  на 100 жінок у віці від 18 років та старших — 101,6 чоловіків також старших 18 років.
Середній дохід на одне домашнє господарство  становив 57 325 доларів США (медіана — 44 786), а середній дохід на одну сім'ю — 66 559 доларів (медіана — 51 091). Медіана доходів становила 35 261 долар для чоловіків та 31 162 долари для жінок. За межею бідності перебувало 24,0 % осіб, у тому числі 31,6 % дітей у віці до 18 років та 14,6 % осіб у віці 65 років та старших.
Цивільне працевлаштоване населення становило 5075 осіб. Основні галузі зайнятості: мистецтво, розваги та відпочинок — 19,9 %, освіта, охорона здоров'я та соціальна допомога — 17,9 %, роздрібна торгівля — 15,6 %.